# کاترینا لسکانیچ
کاترینا لسکانیچ (انگلیسی: Katrina Leskanich؛ زادهٔ ۱۰ آوریل ۱۹۶۰) یک موسیقی‌دان اهل ایالات متحده آمریکا است. وی از سال ۱۹۸۱ میلادی تاکنون مشغول فعالیت بوده‌است.
او قبلاً عضو گروه کاترینا و د ویوز بود.